# Dolné Plachtince
Dolné Plachtince (deutsch Unterplachtintz, ungarisch Alsópalojta) ist eine Gemeinde im Süden der Slowakei mit 596 Einwohnern (Stand 31. Dezember 2024). Sie gehört zum Okres Veľký Krtíš, einem Kreis des Banskobystrický kraj.

## Geographie
Die Gemeinde befindet sich auf den Nordausläufern des Talkessels Ipeľská kotlina (Teil der Juhoslovenská kotlina) in einem weiten, seichten Tal des Baches Plachtinský potok im Einzugsgebiet des Ipeľ. Das Ortszentrum liegt auf einer Höhe von 207 m n.m. und ist vier Kilometer von Veľký Krtíš entfernt.
Nachbargemeinden sind Stredné Plachtince im Norden, Veľký Krtíš im Osten, Malý Krtíš im Südosten, Obeckov im Süden und Príbelce im Westen.

## Geschichte
Der Ort wurde zum ersten Mal 1337 als Palahta Inferior schriftlich erwähnt und gehörte zum Landadel, nämlich den Familien Dacsó, Luka und Simonfi, nach 1776 hingegen dem Rosenauer Kapitel. 1828 zählte man 129 Häuser und 786 Einwohner, die überwiegend in der Landwirtschaft beschäftigt waren.
Bis 1918 gehörte der im Komitat Hont liegende Ort zum Königreich Ungarn und kam danach zur Tschechoslowakei beziehungsweise heute Slowakei.

## Bevölkerung
| Jahr                | 1994 | 2004    | 2014    | 2024    |
| ------------------- | ---- | ------- | ------- | ------- |
| Anzahl der Personen | 562  | 599     | 633     | 596     |
| Unterschied         |      | +6,58 % | +5,67 % | −5,84 % |

| Jahr                | 2023 | 2024    |
| ------------------- | ---- | ------- |
| Anzahl der Personen | 600  | 596     |
| Unterschied         |      | −0,66 % |

Gemäß der Volkszählung 2011 wohnten in Dolné Plachtince 609 Einwohner, davon 537 Slowaken, neun Magyaren, drei Roma und jeweils ein Deutscher, Kroate und Mährer. 57 Einwohner machten keine Angabe. 435 Einwohner bekannten sich zur römisch-katholischen Kirche, 46 Einwohner zur evangelischen Kirche A. B., vier Einwohner zur evangelisch-methodistischen Kirche und ein Einwohner zur griechisch-katholischen Kirche. 14 Einwohner waren konfessionslos und bei 109 Einwohnern wurde die Konfession nicht ermittelt.

## Bauwerke
- römisch-katholische Martinskirche aus dem Jahr 1930

## Söhne und Töchter der Gemeinde
- Ctibor Filčík (1920–1986), slowakischer Theater- und Filmschauspieler
- Štefan Kvietik (1934–2025), slowakischer Theater- und Filmschauspieler, Politiker